# District de Higashiyatsushiro
Le district de Higashiyatsushiro (東八代郡, Higashiyatsushiro-gun) est un ancien district de la préfecture de Yamanashi, au Japon. Créé le 19 décembre 1878 à partir de l'ancien district de Yatsushiro (ja), tout comme le district voisin de Nishiyatsushiro, il disparaît le 1er août 2006 lors que sa dernière municipalité, le village d'Ashigawa est absorbé par la ville de Fuefuki.

## Géographie

### Topographie

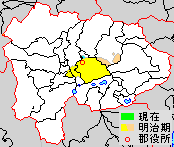
Étendue du district de Higashiyatsushiro sur une carte de la préfecture de Yamanashi dans ses tracés du 5 avril 2012.

En 1995, le district de Higashiyatsushiro occupait une superficie de 222,15 kilomètres carrés. Il était situé au centre-est de la préfecture.
Il correspond maintenant à la majorité de la ville de Fuefuki, au sud de la ville de Kōfu, une partie de la ville de Kōshū et une partie de la ville de Chūō.

### Districts limitrophes
À sa création le 19 décembre 1878, le district de Higashiyatsushiro est bordé au sud-ouest par le district de Nishiyatsushiro (西八代郡), à l'ouest par le district de Nakakoma (中巨摩郡), au nord-ouest par le district de Nishiyamanashi (ja) (西山梨郡), au nord par le district de Higashiyamanashi (ja) (東山梨郡), à l'est par celui de Kitatsuru (北都留郡) et au sud par celui de Minamitsuru (南都留郡). Il possède également deux exclaves à l'est, le village de Tokusa entièrement enclavé par le district de Higashiyamanashi, et le village de Tano entre les districts de Higashiyamanashi et de Kitatsuru. Le 11 février 1941, les exclaves de Tano et de Tokusa et une partie du territoire principal du district disparaissent en étant fusionnées à une municipalité du district de Higashiyamanashi et quittent ainsi le périmètre de Higashiyatsushiro. Le 5 avril 1954, le district perd une partie de son territoire au profit du district voisin de Higashiyamanashi. Le 1er juillet 1954, sept municipalités du district de Higashiyamanashi fusionnent pour créer la ville de Yamanashi (山梨市), qui borde donc Higashiyatsushiro, tandis que le 8 août, sept municipalités du district de Kitatsuru fusionnent pour former la ville d'Ōtsuki (大月市), qui devient voisine de Higashiyatsushiro, tandis que le district de Kitatsuru ne le borde plus. Le 17 octobre 1954, le district de Nishiyamanashi disparaît, absorbé par la ville de Kōfu, qui devient subséquemment voisine de Higashiyatsushiro. Le 30 septembre 1956, le district s'agrandit en absorbant une partie du district de Higashiyamanashi, mais en redonne une partie à Higashiyamanashi le 1er septembre 1957. Le 12 octobre 2004, à la création de la ville de Fuefuki, le district de Higashiyatsushiro perd plus de la moitié de son territoire et ne borde plus la ville de Yamanashi, le district de Higashiyamanashi, et la ville d'Ōtsuki. Le 20 février 2006, il perd une partie de son territoire au profit de la nouvelle ville de Chūō et ne borde plus le district de Nakakoma, et le 1er mars, en perd une partie de plus et, confinée au village d'Ashigawa, ne borde plus que la ville de Kōfu à l'ouest, la ville de Fuefuki au nord et à l'est et le district de Minamitsuru au sud et à l'est.

## Histoire

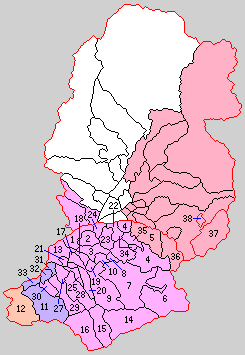
Carte des municipalités du district de Higashiyatsushiro en 1889 (1. Isawa, 2. Hanabusa, 3. Nishiki, 4. Aioki, 5. Iwai, 6. Tōnoki, 7. Kamikurokoma, 8. Shimokurokoma, 9. Takenohara, 10. Kinsei, 11. Ubaguchi, 12. Toyotomi, 13. Fujimi, 14. Kamiashikawa, 15. Nakaashikawa, 16. Ōshuku, 17. Minamiyatsushiro, 18. Kitayatsushiro, 19. Kōke, 20. Oka, 21. Masuda, 22. Ichiō, 23. Kunitachi, 24. Kiyono, 25. Yonekura, 26. Nagai, 27. Keirin, 28. Gonari, 29. Fujinuta, 30. Terao, 31. Shiraigawara, 32. Kamisone, 33. Shimosone, 34. Miyosaki, 35. Ishikura, 36. Hikage, 37. Tano, 38. Tokusa.

Le 19 décembre 1878, la nouvelle loi municipale (ja) est appliquée dans la préfecture de Yamanashi et sépare le district (ou comté) de Yatsushiro (ja) en deux districts, ceux de Higashiyatsushiro (« Yatsushiro est ») et de Nishiyatsushiro (« Yatsushiro ouest ») ; Higashiyatsushiro a son siège de district au village d'Ukai,. Il est alors composé de 42 villages : 
1. Tamada (玉田村)
2. Ukai (鵜飼村)
3. Hanabusa (ja) (英村)
4. Nishiki (ja) (錦村)
5. Aioki (ja) (相興村)
6. Iwai (ja) (祝村)
7. Tōnoki (ja) (藤之木村)
8. Kamikurokoma (ja) (上黒駒村)
9. Shimokurkoma (ja) (下黒駒村)
10. Narahara (奈良原村)
11. Takei (竹居村)
12. Ōnoji (大野寺村)
13. Kinsei (ja) (金生村)
14. Takigawa (滝川村)
15. Toyotomi (豊富村)
16. Fujimi (ja) (富士見村)
17. Kamiashikawa (ja) (上芦川村)
18. Nakaashikawa (ja) (中芦川村)
19. Ōshuku (ja) (鶯宿村)
20. Minamiyatsushiro (ja) (南八代村)
21. Kitayatsushiro (ja) (北八代村)
22. Kōke (ja) (高家村)
23. Oka (ja) (岡村)
24. Masuda (ja) (増田村)
25. Ichiō (ja) (一桜村)
26. Kunitachi (ja) (国立村)
27. Kiyono (ja) (清野村)
28. Yonekura (ja) (米倉村)
29. Nagai (ja) (永井村)
30. Keirin (ja) (圭林村)
31. Gonari (ja) (五成村)
32. Fujinuta (ja) (藤垈村)
33. Terao (ja) (寺尾村)
34. Shiraigawara (ja) (白井河原村)
35. Kamisone (ja) (上曽根村)
36. Shimosone (ja) (下曽根村)
37. Miyosaki (ja) (御代咲村)
38. Ishikura (ja) (石廩村)
39. Hikage (ja) (日影村)
40. Tano (ja) (田野村)
41. Tokusa (ja) (木賊村)
42. Nishinoumi (西湖村)

Le 1er avril 1889, à l'adoption de la loi municipale moderne (ja), tous les villages sont recréés, à l'exception de quelques villages : Tamada fusionne avec Ukai pour former le village d'Isawa (石和村), Narahara, Takei et Ōnoji fusionnent pour créer le village de Takenohara (ja) (竹野原村), et Takigawa fusionne avec une partie du village de Toyotomi (l'ancien village d'Ubaguchi) pour créer le nouveau village d'Ubaguchi (ja) (右左口村). Toyotomi continue d'exister en tant que village. Tōnoki change les kanjis de son nom pour « 藤野木村 ». Nishinoumi fusionne avec le village de Nagahama (ja) (長浜村) du district de Minamitsuru pour former le village de Nishinoumi, dans le district de Minamitsuru, quittant ainsi le périmètre de Higashiyatsushiro.  Le 1er août 1891, avec la loi sur les districts (ja) (郡制), des assemblées de district ont maintenant lieu dans le district de Higashiyatsushiro, qui se dote aussi d'un préfet de district. Le 1er avril 1892, Shimokurokoma, Kamikurokoma et Tōnoki fusionnent pour former le village de Kurokoma (ja) (黒駒村). Le 1er avril 1903, Gonari, Keirin, Fujinuta et Terao fusionnent pour former le village de Sakaigawa (境川村), tandis que le 25 septembre, Kunitachi, Ichiō et Kiyono fusionnent pour former le village d'Ichinomiya (ja) (一宮村). La même année, le 10 août, Isawa avait aussi été promu au rang de bourg. Le 31 mars 1923, les assemblées de district sont abolies, suivi du siège de district le 30 juin 1926, et le district de Higashiyatsushiro ne devient plus qu'une division géographique.
Le 1er septembre 1931, Takenohara change de nom pour Hanatori (花鳥村). Le 1er janvier 1941, Kamisone, Shimosone et Shiraigawara fusionnent pour former le village de Kashiwa (ja) (柏村), tandis que le 11 février, Hikage, Tano et Tokusa, ainsi que les villages de Hajikano (ja) (初鹿野村) et de Tsuruze (ja) (鶴瀬村), du district de Higashiyamanashi, fusionnent pour former le village de Yamato (ja) (大和村) dans le district de Higashiyamanashi, quittant ainsi Higashiyatsushiro. La même année, le 1er avril, Minamiyamashiro, Kitayamashiro, Kōke, Oka et Masuda fusionnent pour former le village de Yatsushiro (八代村), et le 1er août, Kamiashikawa, Nakaashikawa et Ōshuku fusionnent pour former le village d'Ashigawa (芦川村). Le 1er avril 1942, Nagai et Yonekura fusionnent pour former le village de Gosho (ja) (御所村), tandis que le 1er juin, Nishiki et Kinsei fusionnent pour former le village de Kinsei (ja) (錦生村), nom qui combine le kanji « 錦 » du nom de Nishiki et le kanji « 生 » du nom de Kinsei (différents kanji). Toujours en 1942, Miyosaki et Ishikura fusionnent pour former le village d'Asama (ja) (浅間村).
Durant les grandes fusions de l'ère Shōwa, le nombre de municipalités passe de 17 à 8. Le 5 avril 1954, Iwai fusionne avec les villages de Hishiyama (ja) (菱山村) et de Shinonome (ja) (東雲村), ainsi que le bourg de Katsunuma (勝沼町), tous trois du district de Higashiyamanashi, pour recréer le bourg de Katsunuma, quittant ainsi le périmètre de Higashiyatsushiro. Aussi en 1954, le 10 décembre, Ichinomiya, Aioki et Asama fusionnent pour créer le bourg d'Ichinomiya. Le 31 mars 1955, Kashiwa et Ubaguchi fusionnent pour créer le bourg de Nakamichi (中道町), tandis que le 29 avril, Kinsei (錦生) et Kurokoma fusionnent pour créer le bourg de Misaka (ja) (御坂町). Le 3 mai 1956, Yatsushiro et Gosho fusionnent pour créer le bourg de Yatsushiro, et le 30 septembre de la même année, Isawa, Hanabusa et le village d'Okabe (ja) (岡部村) du district de Higashiyamanashi fusionnent pour recréer le bourg d'Isawa. En 1957, deux changements ont lieu : le 20 mars, une partie du bourg d'Isawa (les anciens villages de Kokuga (国衙村) et de Narita (成田村)) passe dans le bourg voisin de Misaka, puis le 1er septembre, une autre partie d'Isawa (les anciens villages de Tokujō (徳条村), Shizume (鎮目村) et Kō (国府村)) passe dans le bourg de Kasugai (ja) (春日居町) du district de Higashiyamanashi. Le 1er août 1958, Hanatori est morcelée entre Misaka, qui reçoit l'ancien village d'Ōnoji et une partie de Takei, et Yatsushiro, qui reçoit Narahara et l'autre partie de Takei. Le 1er avril 1959, Fujimi est intégré dans le bourg d'Isawa.
C'est finalement durant les grandes fusions de l'ère Heisei que le district disparaît. Le 12 octobre 2004, Isawa, Ichinomiya, Misaka, Yatsushiro, Sakaigawa, ainsi que Kasugai, du district de Higashiyamanashi, fusionnent pour créer la ville de Fuefuki (笛吹市), quittant ainsi Higashiyatsushiro. Dans la première moitié de 2006, le 20 février, Toyotomi fusionne avec les bourgs de Tatomi (田富町) et de Tamaho (玉穂町) du district de Nakakoma pour créer la ville de Chūō (中央市), tandis que le 1er mars, Nakamichi est intégré dans la ville de Kōfu (甲府市). Seule municipalité restante, Ashigawa décide d'intégrer Fuefuki à son tour le 1er août 2006, dissolvant ainsi le district de Higashiyatsushiro,.